# Victorina Durán
Victorina Durán Cebrián (Madrid, 12 de noviembre de 1899-Madrid, 10 de diciembre de 1993) fue una escenógrafa, figurinista, pintora y escritora española. 
Además de diseñadora de vestuario, fue catedrática de Indumentaria y Escenografía del Conservatorio Nacional, pintora vanguardista asociada al surrealismo de los años veinte y treinta. Tras su exilio en Argentina, llegó a ser directora del Teatro Colón de Buenos Aires.

## Biografía
Nacida en una familia burguesa, tradicionalista y culta (propietarios del abono número 1 del Teatro Real). Victorina Durán fue hija de Genoveva Cebrián, bailarina de dicho teatro, y de José Durán, un militar de profesión de amplia cultura. Su abuela, Josefa Luque, y su tía, la famosa Antonia Mercé, la Argentina, también fueron bailarinas. Y su abuelo Manuel Mercé fue primer bailarín y maestro coreógrafo del Teatro Real de Madrid.
Al ser rechazado por la familia su deseo de ser actriz se consoló con estudiar dibujo y pintura. Paradójicamente, eso le llevaría a conocer e intimar con personajes como Salvador Dalí, Remedios Varo, Maruja Mallo y Rosa Chacel. Así, tras completar sus estudios en la Real Academia de Bellas Artes de San Fernando de Madrid entre 1917 y 1926, ganó en 1929 la cátedra de Indumentaria y Arte Escenográfico, siendo la primera española que obtuvo dicho puesto.
Antes de acceder al cargo, Durán había destacado como artista del batik en el VIII Salón de Humoristas y en la Exposición Nacional, donde ejerció como secretaria, en la sección de arte decorativo de 1922. También, participó en la delegación española de la Gran Exposición de Artes Decorativas de París de 1925 y, un año después, formó parte del grupo de mujeres intelectuales y artistas, reunido por María de Maeztu para fundar el Lyceum Club (en cuyo contexto fue pieza clave en el desarrollo del Círculo Sáfico de Madrid).
Asimismo trabajó con Cipriano Rivas Cheriff en la creación del TEA (Teatro Escuela de Arte) de Madrid, y realizó vestuarios y decorados para las compañías de Margarita Xirgu, Federico García Lorca e Irene López de Heredia; también hizo ambientaciones y decorados para varias películas españolas de la época. 
Como decoradora y escenógrafa en la década de 1930, Victorina se liberó del "arqueologismo de la escuela naturalista", creando una innovadora mezcla de "vanguardia y costumbrismo popular". Escribió acerca de sus renovadoras ideas estéticas en una serie de artículos, publicados en los diarios La Voz y La Libertad, entre 1935 y 1936, bajo el título genérico Escenografía y vestuario.
Tras estallar la guerra civil española, en 1937 acompañó a Margarita Xirgu en su exilio americano y fijó su residencia en Argentina. En ese país desempeñaría de forma simultánea los cargos de directora artística de los teatros Colón y Cervantes. 
En colaboración con Susana Aquino inspiró la creación La Cuarta Carabela, Agrupación Hispánica de Siete Artes, el Grupo Teatro Indígena, y colaboró como figurinista con la coreógrafa Mercedes Quintana.
Como pintora expuso en Uruguay, Brasil, Chile, Alemania, o Francia, entre otros países.
Rompió su exilio en 1949 para colaborar con Dalí en Don Juan Tenorio dirigido por Luis Escobar Kirkpatrick en el Teatro Nacional de España. A partir de entonces, viajaría con frecuencia a Europa (en especial a París y Madrid). 
En la década de 1980 se instaló de forma definitiva en la capital de España, donde falleció a los 94 años.
Victorina dejó expresada su "apasionada militancia en el lesbianismo en el contexto de una España rancia e intolerante" en sus memorias, así como debemos destacarla por sus obras Al margen y Así es que supusieron un claro ejemplo narrativo de visibilizar la sexualidad no normativa en este país.

## Reconocimientos
La vida y obra de Victorina Durán han sido motivo de estudio y en La Universidad de Sevilla en 2018 se presentó por Eva María Moreno Lago la tesis doctoral Victorina Durán escritora y artista del teatro de vanguardia.
En julio de 2018 la Asociación “Herstóricas. Historia, Mujeres y Género” y el Colectivo “Autoras de Cómic” creó un proyecto de carácter cultural y educativo para visibilizar la aportación histórica de las mujeres en la sociedad y reflexionar sobre su ausencia, consistente en un juego de cartas. Una de estas cartas está dedicada a Durán.
En febrero de 2020 se presentó la producción teatral del Centro Dramático Nacional Elena Fortún, escrita y dirigida por María Folguera, en la cual Victorina Durán apareció como personaje secundario en escenas ambientadas en el Lyceum Club, como momentos clave para la construcción como autora de Fortún. La actriz Ana Mayo interpretó a Victorina.